# David Angeloff
David Angeloff (18 de febrero de 1991, Corzuela, Chaco, Argentina) es un futbolista argentino profesional surgido de las divisiones menores del Club Atlético Huracán. Recientemente se ha incorporado al club Alas Argentinas de San Carlos de Bariloche

## Clubes
| Equipo                                  | País      | Años               |
| --------------------------------------- | --------- | ------------------ |
| Deportivo Paraguayo                     | Argentina | 2009 - 2010        |
| Club Atlético Huracán                   | Argentina | 2010 - 2011        |
| Tristán Suárez                          | Argentina | 2011 - 2012        |
| General Lamadrid                        | Argentina | 2012 - 2014        |
| Puerto Moreno                           | Argentina | 2014 - 2016        |
| Club Sol de Mayo                        | Argentina | 2016               |
| Club Deportivo Cruz del Sur - Bariloche | Argentina | 2017 - 2019        |
| Puerto Moreno                           | Argentina | 2019 - 2020        |
| Estudiantes Unidos - Bariloche          | Argentina | 2020 - 2021        |
| Club Deportivo Cruz del Sur - Bariloche | Argentina | 2021 - 2022        |
| Club Alas Argentinas - Bariloche        | Argentina | 2022               |
| FC Džiugas                              | Lituania  | 2022 - Actualmente |